# Wiedźmin: Gra wyobraźni
Wiedźmin: Gra wyobraźni według Andrzeja Sapkowskiego – wydana w 2001 roku przez wydawnictwo Mag gra fabularna oparta na sadze o wiedźminie oraz opowiadaniach Andrzeja Sapkowskiego.

## Opis
Podręcznik główny do gry ukazał się w 2001 roku, wcześniej jednak pojawił się podręcznik Wiedźmin: Gra wyobraźni – Wersja podstawowa. Zawierał skrócone zasady dotyczące mechaniki gry, magii, walki oraz skróconą wersję opisu świata i bestiariusza. Zawierał także gotową przygodę umożliwiającą rozpoczęcie zabawy. Podręcznik ów był skierowany w szczególności do osób dopiero rozpoczynających zabawę z grami fabularnymi i miał stanowić swoistą reklamę podręcznika głównego.
W zamyśle autorów Wiedźmin miał być grą bardziej zbliżoną do idei gier storytellingowych niż do gier koncentrujących się na mechanice. Dlatego też ukuto termin „gra wyobraźni” pojawiający się w tytule – żeby odróżnić Wiedźmina od innych gier fabularnych. Także termin „bajarz”, którym określa się mistrza gry ma wskazywać na to, że w grze najważniejsza jest opowieść.
Podręcznik główny do gry jest czarno-biały, ma 256 stron, a część ilustracji stanową obrazy z filmu i serialu Wiedźmin. Dodatkowo jako wkładkę umieszczono w nim kolorowe fotosy z filmu oraz mapę świata gry w formacie A4.
Około roku 2003 podjęto próby przygotowania drugiej edycji gry, ale nie doprowadziły one do wydania żadnych publikacji drukiem, przez pewien czas były jednak dostępne w internecie.

## Mechanika
Mechanika gry opiera się na testach wykonywanych kostką k6. Każda z postaci jest opisywana przez szereg cech i powiązanych z nimi umiejętności; należą one do przedziału 1-5. Żeby sprawdzić, czy dane zadanie się powiodło, gracz rzuca taką liczbą kostek, jak wysoką ma daną cechę, po czym liczy liczbę sukcesów (czyli kostek, na których wypadło 4, 5 lub 6) i porównuje ze stopniem trudności danego zadania. Liczba punktów posiadanych w danej umiejętności redukuje z kolei trudność testu. Jedna z kości jest w każdym teście uznawana za tzw. „kość przeznaczenia”. Jeśli wypadnie na niej 1, gracz ma do czynienia z natychmiastową porażką testu, jeśli wypadnie 6 – test natychmiast się udaje.

## Świat
Akcja gry dzieje się w stworzonym na kartach powieści Andrzeja Sapkowskiego świecie fantasy. Gracz może wcielić się w dowolną postać wybraną z występujących w świecie ras (człowiek, elf, krasnolud, niziołek, gnom, wiedźmin; inne rasy pojawiły się w dodatkach).

## Dodatki
Wydawnictwo Mag wydało do Wiedźmina dwa dodatki: Czas pogardy: Wojny z Nilfgaardem (opisujący cesarstwo Nilfgaardu; zawiera nowe zasady i przygodę Łuna nad Cintrą) oraz kampanię Miecz przeznaczenia: Pokonać fatum autorstwa Joanny i Macieja Szaleńców.
Ukazały się także trzy numery 32-stronicowego magazynu „Biały Wilk”, będące w istocie dodatkami do gry:
- „Wszystko o driadach” – skupiający się na driadach zamieszkujących Brokilon; podaje między innymi zasady dotyczące tworzenia postaci driad, rozszerzone zasady używania łuków (tzw. manewry), przedstawia nowy rodzaj magii – magię drzew – oraz zawiera przygodę Wilki Brokilonu
- „Tajemnice Novigradu” – opisuje miasto Novigrad; zawiera między innymi historię miasta, opis najważniejszych miejsc i postaci oraz mapę.
- „W tajnej służbie ich królewskich mości” – skupia się na postaciach szpiegów; opisuje sytuację polityczną państw świata oraz ich służby wywiadowcze. Na końcu przygoda Szpieg, którego nie było.

## Odbiór gry
Gra spotkała się z mieszanym, raczej pozytywnym odbiorem, ale początkowo była sukcesem komercyjnym wydawnictwa, na fali popularności filmu i serialu Wiedźmin. Negatywny odbiór tych dwóch dzieł kinematograficznych odbił się jednak później negatywnie na recepcji i popularności gry.